# Apogon mydrus
Apogon mydrus är en fiskart som först beskrevs av Jordan och Seale, 1905.  Apogon mydrus ingår i släktet Apogon och familjen Apogonidae. Inga underarter finns listade i Catalogue of Life.